# حزب اتحادیه (آلمان)
اتحادیه دموکرات مسیحی/اتحادیه سوسیال مسیحی یا به‌طور خلاصه حزب اتحادیه یک حزب دموکرات مسیحی با گرایش راست میانه در آلمان است که از اتحاد دو حزب سیاسی اتحادیه دموکرات مسیحی (CDU) و اتحادیه سوسیال مسیحی بایرن (CSU) تشکیل شده است.
بر اساس قانون فدرال انتخاباتی آلمان، اعضای یک گروه پارلمانی که اهداف سیاسی مشترکی را دنبال می‌کنند حق رقابت انتخاباتی با همدیگر در یک ایالت خاص را ندارند. به همین دلیل اتحادیه سوسیال مسیحی بایرن تنها در ایالت بایرن و اتحادیه دموکرات مسیحی در ۱۵ ایالت باقی‌مانده آلمان فعالیت دارند. اتحادیه سوسیال مسیحی بایرن در کنار اهداف سیاسی محافظه‌کارانه حزب اتحادیه در سطح آلمان، نماینده‌ای برای شهروندان کاتولیک در مناطق روستایی ایالت بایرن در جنوب آلمان نیز هست. این دو حزب محافظه‌کار حزب‌های خواهر همدیگر شناخته می‌شوند و گروه پارلمانی یکسانی را در پارلمان آلمان بوندستاگ تشکیل می‌دهند که فراکسیون CDU/CSU در بوندستاگ آلمان (به آلمانی: CDU/CSU-Fraktion im Deutschen Bundestag) نامیده می‌شود. از زمان تشکیل جمهوری فدرال آلمان در سال ۱۹۴۹ این دو حزب رهبران‌شان را به‌طور مستقل انتخاب می‌کنند. اگرچه در عمل کمیته‌های حزبی سیاست‌های کلی هر دو حزب را در تعامل با همدیگر تصویب می‌کنند و رهبر هر یکی از این دو حزب نیز معمولاً یکی از مدعوین به نشست‌های حزب دیگر است.